# Eulachnus pallidus
Eulachnus pallidus är en insektsart som beskrevs av Mamontova 1972. Eulachnus pallidus ingår i släktet Eulachnus och familjen långrörsbladlöss. Inga underarter finns listade i Catalogue of Life.